# Drosophila milleri
Drosophila milleri är en tvåvingeart som beskrevs av Magalhaes 1962. Drosophila milleri ingår i släktet Drosophila och familjen daggflugor.
Artens utbredningsområde är Puerto Rico.